# Antang, Jiangxi
Antang är en socken i Kina. Den ligger i provinsen Jiangxi, i den sydöstra delen av landet, omkring 220 kilometer sydväst om provinshuvudstaden Nanchang. Antalet invånare är 11 190. Befolkningen består av 5 304 kvinnor och 5 886 män. Barn under 15 år utgör 20,0 %, vuxna 15-64 år 71 %, och äldre över 65 år 7,0 %.
Runt Antang är det ganska tätbefolkat, med 192 invånare per kvadratkilometer. Närmaste större samhälle är Meitang, 16,4 km nordost om Antang. I omgivningarna runt Antang växer huvudsakligen savannskog.
Genomsnittlig årsnederbörd är 1 972 millimeter. Den regnigaste månaden är maj, med i genomsnitt 316 mm nederbörd, och den torraste är oktober, med 32 mm nederbörd.